# Gonomyia (Gonomyia) flavibasis
Gonomyia (Gonomyia) flavibasis is een tweevleugelige uit de familie steltmuggen (Limoniidae). De wetenschappelijke naam van de soort werd voor het eerst geldig gepubliceerd in 1916 door Charles Paul Alexander.
De soort komt voor in het Nearctisch en Neotropisch gebied. Het holotype werd verzameld in Monterey County, Californië.